# 界磁添加励磁制御
界磁添加励磁制御（かいじてんかれいじせいぎょ）とは、直巻整流子電動機を使用しながら、界磁制御用電源を別に設けて界磁電流制御による回生ブレーキを行う鉄道車両の速度制御方式である。

## 概要

### 背景
- 位相制御 - 交流の電圧を制御する方法の一つ。サイリスタなどスイッチング作用のある半導体素子により電流を流す時間を変えて交流波形の一部を取り出し、平均電圧を制御する（左図）。
- チョッパ制御 - 位相制御の考え方を直流に適用したもので、電流を流す時間を変えて電圧を制御する（右）。パワーエレクトロニクスが発展途上の時代は、位相制御に比べ回路が複雑で高価であった。

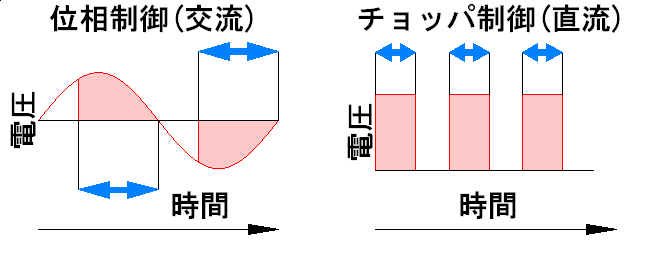
位相制御とチョッパ制御。

日本国有鉄道（国鉄）は1970年代のオイルショックに端を発して、省エネルギー電車の開発を進めていた。旧来の抵抗制御による電車は、加速時に電動機の電圧を制御するにあたって、抵抗器で電力の一部が熱損失となり、ブレーキをかける際も運動エネルギーを熱として捨てるものであった。国鉄はこれを改善すべく、1979年（昭和54年）に電機子チョッパ制御による201系通勤形電車を登場させ、連続電圧制御による熱損失の解消と、ブレーキ時の運動エネルギーを電力に変換して架線に返す回生ブレーキを実用化した。しかしながら、この当時はパワーエレクトロニクスが発展途上にあり、省エネルギー効果こそ有していたものの、制御回路が高価で旧来の抵抗制御方式に取って代わるまでには至らなかった。
一方、この頃の私鉄では、高価な電機子チョッパ制御に代わり、界磁位相制御や界磁チョッパ制御が開発されていた。基本構造は起動については旧来の抵抗制御を用い、扱う電流が小さいがゆえ安価な界磁調整器を用いて回生ブレーキを可能としたものである。すなわちモーターの電圧制御は旧来のままとして高コスト化を避け、比較的安価な界磁調整器によって得られる回生ブレーキによる省エネルギー効果に絞った方式であった。起動抵抗損は走行エネルギー全体より1桁少ないので、走行エネルギー回収率を向上させることで起動抵抗損分を埋められるのでコストパフォーマンスに優れ、民鉄では広く普及した。その一方で、この方式は電気鉄道に必要な駆動特性と界磁調整とを両立させるため複巻モーターを必要とした。複巻モーターは旧来の直巻モーターに比べ構造が複雑で、その分巻界磁利用時には負荷や電圧の変動に弱く、保守も手間がかかることが課題であった。
民鉄に比べて桁違いの大量導入かつ、広範な標準化を前提とせねばならない国鉄においては、コスト、保守、安定動作のいずれにも制約を伴う複巻モーターの採用は、それに伴うメリットと比較しても政策的に躊躇されるものであった。しかし、この回生制動の有効性重視の考え方こそ本稿「界磁添加制御」の基本であり、後日、直巻モーターの界磁巻線を別電源で励磁して分巻特性を得て回生制動制御を行う方式として完成され、それは電圧・負荷変動の応答性にも優れた方式だった。

### 特徴
これらを背景として、1980年代に国鉄と東洋電機製造により共同開発したのが界磁添加励磁制御である。特徴を以下に示す。
- 電圧制御は旧来の抵抗制御、直並列組合せ制御を基本とした。
- 主電動機には従来同様、構造が単純で堅牢な直巻モーターを用いた。
- 界磁の制御に新たな技術を導入して、低コストで電力回生ブレーキを可能とした。

界磁チョッパ制御と同様のコストパフォーマンスを狙いつつ、かつ構造が単純で堅牢な直巻モーターの使用を可能とした点が本方式の利点である。当時の次世代近郊形車両（国鉄211系電車）向けとして開発されたが、開発タイミングから先行して通勤形の205系に初めて採用された。以来、国鉄末期からJR初期にかけて新製電車に用いられたほか、民鉄でも一部採用された。原設計は共同開発を行った東洋電機製造が担当した。
| 制御方式              | 電機子チョッパ制御          | 界磁チョッパ制御           | 界磁位相制御               | 界磁添加励磁制御           |
| --------------------- | --------------------------- | -------------------------- | -------------------------- | -------------------------- |
| モーター              | 直巻電動機                  | 複巻電動機                 | 複巻電動機                 | 直巻電動機                 |
| 電圧制御              | チョッパ制御                | 抵抗制御・直並列組合せ制御 | 抵抗制御・直並列組合せ制御 | 抵抗制御・直並列組合せ制御 |
| 界磁制御 回生ブレーキ | 弱め界磁制御 電機子チョッパ | 分巻界磁の チョッパ制御    | 分巻界磁の 位相制御        | 界磁の位相制御             |

### 実用化試験
本方式の性能を確認するため国鉄吹田工場において、廃車を控えた101系に本制御装置一式とDM106形ブラシレス電動発電機を床上に艤装したほか、113系と同じ主電動機と駆動装置（歯車比は82：17 = 4.82）に交換した。1984年（昭和59年）3月に東海道本線大阪駅 - 野洲駅間で3日間にわたって走行試験が実施された。3月24日は、山陽本線を含めた当時の快速ダイヤに乗れるかの運転試験である。試験区間は以下のとおり。
- 3月21 - 23日：大阪 - 野洲間1往復（走行試験）
- 3月24日：大阪 - 東加古川 - （大阪） - 草津 - 大阪（運転試験）

- クモハ101-179 + モハ100-228 + モハ100-79 + クモハ100-85[2]（太字の2両が艤装した試験車、細字の2両はT車扱い）

この実用化試験のために製作された機器は以下のとおりである。主電動機はMT54D形が使用された。
- CS922形主制御器
- HS925形励磁装置（界磁制御装置・東洋電機製造が製作）
- MR928形主抵抗器
- IC932形誘導分流器（東洋電機製造が製作）
- 従来のCB12、CB13形断流器を改造（東洋電機製造が製作）

この試験結果から、本制御方式の性能確認や実用化の見通しが確認された。

## 方式の概要
- 力行時は、誘導分路にある界磁接触器はオフの状態であり、モーターを流れる主回路電流はバイパスダイオードを介して抵抗器に流れることで抵抗制御および直並列制御で加速する。
- その後、誘導分路にある界磁接触器がオンの状態となり、誘導コイルを接続して、外部三相交流（電動発電機や静止形電源装置）を電源とした添加励磁制御による位相制御で整流・制御された直流電圧による電流により、誘導分路に流れる主回路電流とは逆向きの電流を流して、モーターの界磁の弱め界磁を行い、それによりモーターの電機子での逆起電力の大きさを変えて速度制御を行う。
- 減速時は、誘導分路にある界磁接触器がオンの状態となり、添加励磁制御で整流・制御された直流電圧による逆向きの電流が誘導分路とモーターの界磁を介して流れ、それによりモーターの電機子での逆起電力の大きさを変えて回生ブレーキを行う。なお誘導コイルとは、主電動機の整流子によって生じる過渡電流から機器を守るためのコイルで、分路電流を平滑化する役割がある（誘導コイルと制御器に表記されている場合がある）。

界磁位相制御とは、誘導コイルを使わず、直接逆極性の直流電圧を三相交流の位相制御整流で発生させ、タップから印加するものである。
- 加速時は、弱界磁制御を行う。
- 減速時は、外部電源により界磁巻き線電流を制御し界磁を強め、実質分巻特性として電機子の逆起電力を大きくし、回生制動を行う。

三相交流の補助電源が必要であるが、位相制御用の半導体素子は小容量でよく、直巻モーターが使えるため過渡特性が良い。
| 界磁添加励磁制御の概念図。力行（全界磁）は抵抗制御で起動する。誘導分路にある界磁接触器はオフの状態であり、主回路電流はバイパスダイオードを介して抵抗器に流れる。  |  | 力行（弱め界磁）。速度が上昇すると界磁接触器はオンの状態になり、添加電流が誘導分路に流れる主回路電流とは逆向きに流れて連続制御を行い、弱め界磁を行う。 |  | 回生ブレーキ。界磁接触器がオンの状態となり、添加電流の逆向きの電流が誘導分路と電動機の界磁を介して流れ、速度の変化に合わせて電動機の界磁を連続制御することで、電機子での逆起電力の大きさを変えて回生ブレーキを行う。 |
| 界磁添加励磁制御の概念図。 力行（全界磁）は抵抗制御で起動する。誘導分路にある界磁接触器はオフの状態であり、主回路電流はバイパスダイオードを介して抵抗器に流れる。 |  | 力行（弱め界磁）。速度が上昇すると界磁接触器はオンの状態になり、添加電流が誘導分路に流れる主回路電流とは逆向きに流れて連続制御を行い、弱め界磁を行う。 |  | 回生ブレーキ。界磁接触器がオンの状態となり、添加電流の逆向きの電流が誘導分路と電動機の界磁を介して流れ、速度の変化に合わせて電動機の界磁を連続制御することで、電機子での逆起電力の大きさを変えて回生ブレーキを行う。 |

なお界磁制御の中での比較等については、電気車の速度制御#界磁制御への適用を参照されたい。

## 利点と欠点
利点
- 回生制動が使用できる（この制御方式を採用すること自体、回生制動を利活用することが大前提となる）。
- 電機子チョッパ制御に比べ、装置が小型で済む。
- 界磁チョッパ制御車などに必須な複巻モーターに比べ、構造が単純な直巻モーターを用いることができるため、相対的に初期コストが安く、保守が容易である。
- 主電動機をはじめ抵抗制御の車両から流用できる部品が多く、既存の抵抗制御車両をベースに、安価に改造することが可能である（ただしこのメリットを生かして改造車・更新車を製造したのは民鉄だけで、国鉄・JRでの実例はない）。
- 減速時、本方式は補助電源によって界磁電流を制御している（意図的に外部から電流を加える）ので、架線電圧に左右されずに安定した制動力が得られる。そのため、回生ブレーキ使用車においては回生失効が起きにくい。直巻モーターを使用可能な事もそれに寄与している。

欠点
- システム自体は界磁チョッパ制御と同様、抵抗制御の発展型であり、起動から抵抗制御の最終段まではカム軸制御や直並列制御を行うため、進段や回路切り替えによる前後衝動が発生する。
- 回生制動についても、界磁チョッパ制御と同様、低速域側での効用範囲が狭く、20 km/h程度で失効する。理由は主電動機の電機子電流と界磁電流とが一致する速度以下では、主電動機の発生電圧は架線電圧よりも下がるにもかかわらず界磁電流が上限一杯に達しており、主電動機から発電電流を架線に送り返せなくなるためである。このため失効速度は力行時の抵抗制御最終段の速度とだいたい同じである。

## 採用例

### 国鉄・JR
JR東日本
通勤、近郊形
- 205系（1985年。一部はVVVFインバータ制御に改造、一部国内外譲渡）
- 211系（1985年）
- 215系（1992年、全車廃車）

特急形
- 251系（1990年、全車廃車）
- 253系（1991年。一部は長野電鉄へ譲渡、JR東日本の現存車はVVVFインバータ制御に改造、残りはすべて廃車）
- 651系（1988年。日本で唯一の界磁添加励磁制御の交直流電車）

JR東海
JR東海の界磁添加励磁制御は、補助電源を直流としているため、添加励磁制御には位相制御回路ではなく、DC-DCコンバータが用いられる。DC-DCコンバータは、直流の補助電源をインバータにより単相交流に変換し、さらに降圧・整流して直流の添加電流を得る。インバータにはパワートランジスタを用いている。
通勤、近郊形
- 211系（1985年。0番台・5000番台・6000番台）
- 213系（5000番台）
- 311系（1989年）

特急形
- 371系（1991年、廃車、後述の富士急行へ譲渡）

JR西日本
通勤、近郊形
- 205系（1985年。0番台・1000番台）
- 211系（クモロ211形・モロ210形、廃車）
- 213系（1987年）
- 221系（1989年）

### 民鉄
東武鉄道
- 200系（1991年。東洋電機製造製）

帝都高速度交通営団→東京地下鉄
- 5000系（1989年改造（一部）、全車廃車、一部海外譲渡）

東葉高速鉄道
- 1000形（1995年、営団5000系電車改造、全車廃車、一部海外譲渡）

長野電鉄
- 2100系（JR東日本253系電車の譲受車）

富士急行（→富士山麓電気鉄道）
- 6000系（JR東日本205系電車の譲受車）
- 8500系（JR東海371系電車の譲受車）

名古屋鉄道
- 100系（1989年。3・4次車のみ）
- 1800系（1991年）
- 5300系（1986年。動力装置転用時に改造。日本の民鉄では初の採用例）
- 5700系（1989年。モ5650形のみ、モ5750形とモ5850形のペアは、界磁チョッパ制御）
- 6800系（1987年）

京阪電気鉄道
- 2200系（1987年改造、一部車両のみ）
- 2400系（1988年改造）
- 1000系（1991年改造）
- 5000系（1998年改造、2021年に全車廃車）

阪神電気鉄道
- 2000系（1990年改造、2011年に全車廃車）

山陽電気鉄道
- 5000系（1986年。2018年にVVVFインバータ制御に改造された車両が登場した）